# 松生院
松生院（しょうじょういん）は、和歌山県和歌山市にある真言宗の単立寺院。山号は向陽山。和歌山西国三十三箇所13番。

## 歴史
- 承和9年（842年）、智證大師円珍の開基で創建する。
- 貞観7年（865年）、清和天皇の勅願寺となる。
- 文治元年（1185年）、屋島の戦いの兵火で本堂を残し焼失する。
- 乾元元年（1302年）、紀州和歌浦芦辺（現在の和歌浦羅漢寺付近）に移転する。
- 天正年間（1573年-1592年）、兵乱を避け山東荘黒岩村に移転する。
- 慶長13年（1608年）、現在地に移転する。
- 慶長18年（1613年）頃、宝光寺（廃寺）から本堂を移築する。
  - 初代紀州藩主徳川頼宣の帰依を受け毘沙門天像、山門等の寄進があり紀州藩の護邦殿となる。
- 明治37年（1904年）、本堂が古社寺保存法に基づき特別保護建造物（現行法の重要文化財に相当）に指定される。
- 昭和20年（1945年）、和歌山空襲で、本堂、山門と円珍作の不動明王像などを焼失する。
- 平成8年（1996年）、本堂、山門を再建する。

## 戦災で焼失した旧国宝
- 松生院（旧宝光寺）本堂